# Маја Богдановић
Маја Богдановић ( Београду, 1982) српска je челисткиња.

## Биографија
Маја је рођена у Београду. Виолончело је почела да свира са 6 година, у Музичкој Школи „Коста Манојловић“ у Земуну, у класи професорке Наде Јовановић. Са 16 година је примљена као најмлађи кандидат, на Високи Национални Конзерваторијум у Паризу (Conservatoire National Superieur de Musique et de Danse de Paris), где је 2003. дипломирала са највишом оценом (1er Prix "tres bien a l'unanimite) у класи професора Мишела Штрауса. Исте године је као прва на листи примљена на пост-дипломске студије (3eme cycle). 2004. добија и "1er Prix" из камерне музике, класа професора Итамар Голана и Францоа Салка.
Добитница је највиших награда на републичким и савезним такмичењима, такође на међународним такмичењима - у Чешкој (Heranova Soutez, 1997 - 2. награда), у Италији (Premio Kawai 1995 - 1. награда), у Аустрији (Лиезен 1998 - 2. награда), у Словачкој (Кошице 1996 - 1. награда). 2003. је освојила Прву награду на такмичењу ЕСТА у Француској, која јој омогућава концерте у Немачкој, Шпанији, Швајцарској, Холандији и Шведској. Исте године, у дуу са пијанисткињом Сањом Бизјак, добила је прву награду на такмичењу камерне музике у Нормандији - Grand Prix de Normandie.
У марту 2005. године, на Међународном Такмичењу Музичке Омладине у Београду, добила је трећу награду, као и награду за најбоље извођење „Багатела“ Милана Михајловића, награду за најбоље пласираног такмичара из Србије и Црне Горе и награду Фонда „Миша Павловић“ — снимање ЦД-а. у новембру 2005, на конкурсу Ростропович у Паризу, додељена јој је Специјална награда, скупоцено виолончело француског градитеља „Жана Баптиста Вилама“ из 1852. године, власништво француског Инструменталног фонда.
Често наступа са пијанисткињама Сањом и Лидијом Бизјак, Машом Белаусовом, кларинетистима Матеом Бекавцем и Сандрин Вассеур, флаутисткињом Ивом Милошевић. Усавршавала се са познатим уметницима као сто су Бернард Гринхаус, Албан Герхарт, Стефан Попов, Јенс Петер Мајнц, Мартин Лоер, Јунг Жанг Жо, Александер Бејли, Станислав Аполин, Теодор Параскивеско, Дајана Лигети, Гијом Паолети, Морис Бург, Итамар Голан, Францоа Салк и други.
Била је добитница Награде Министарства Културе као и њихов стипендиста, Фонда „Мадлена Јанковић“, стипендиста Француске Владе, а тренутно је стипендиста Француске Банке NATEXIS Banque Populaire (за период 2004 — 2007).
Одржала је многобројне солистичке концерте у земљи и иностранству, наступала је у салама као сто су Коларац, Београдска Филхармонија, Синагога у Новом Саду, Театар "Mogador" и "Champs Elysees" у Паризу, "Cite des Congres" у Нанту, "Palais des Papes" у Авињону и друге.
Наступала је као солиста са Оркестром Радио Телевизије Србије, "Orchestre de la Garde Republicaine" у Француској, са оркестрима Свети Ђорђе и Душан Сковран, "Orchestre des laureats de Conservatoire" као и са диригентима Кристоф Мангу, Јордан Дафов, Станко Јовановић, Весна Шоуц, Франсоа Буланже, Ангел Шурев, Премил Петровић.
Снимала је за Радио-телевизију Србије, РТНС, РАИ, France Musiques.
Маја свира на инструменту француског градитеља „Франк Раватин“.
У децембру 2006. освојила је 2. награду и Специјалну награду публике, на међународном такмичењу Гаспар Касадо у Јапану, где је наступила у финалној етапи са Токијском Филхармонијом.
На такмичењу АЛДО ПАРИСОТ (август 2007) одржаном у Јужној Кореји, добила је Прву награду која јој омогућава концерте са Sejong Soloists камерним оркестром, Wonju Philharmonic, Rising stars реситал у Кореји као и реситал у Њујоршком Карнеги холу 2008-09.